# Lime Village
Pour les articles homonymes, voir Lime.
Lime Village est une census-designated place d'Alaska , (Census-designated place), aux États-Unis dans la Région de recensement de Bethel dont la population était de 29 habitants en 2010.

## Situation - climat
Elle est située sur la rive sud de la rivière Stony, à 80 km au sud-est de son confluent avec la rivière Kuskokwim, à 179 km à vol d'oiseau au sud de McGrath, 220 km et à 298 km à l'ouest d'Anchorage.
Ce village est réputé pour avoir le tarif du carburant le plus élevé, à cause de son éloignement des autres localités. La communauté la plus proche étant Stony River qui est à 77 km.
Les températures vont de −44 °C en hiver à 28 °C en été.

## Histoire et Économie
Son nom provient des collines calcaires voisines (lime signifie calcaire). La première communauté composée des frères Constantinoff qui s'y installèrent de façon permanente, date de 1907. Une église orthodoxe, Saint Constantin et Sainte Hélène a été construite en 1960, et l'école a ouvert en 1974 mais a fermé en 2007 par manque d'élèves.
Les habitants pratiquent une économie de subsistance à base de chasse, de pêche et de cueillette.

## Démographie
| 1940 | 1950 | 1970 | 1980 | 1990 | 2000 | 2010 | - |
| ---- | ---- | ---- | ---- | ---- | ---- | ---- | - |
| 38   | 29   | 25   | 48   | 42   | 6    | 29   | - |

## Sources et références
- (en) CIS

- (en) Cet article est partiellement ou en totalité issu de l’article de Wikipédia en anglais intitulé « Lime Village, Alaska » (voir la liste des auteurs).

1. ↑  « Statistiques des États-Unis - Alaska - Profils des communautés de 2010 » (consulté en novembre 2020)